# Kvant-2
Kvant-2 (ryska: Квант-2) var en självdriven trycksatt modul på den sovjetiska och senare ryska rymdstationen Mir. Den sköts upp med en Proton-K-raket från Kosmodromen i Bajkonur den 26 november 1989. Den dockade med rymdstationen den 6 december.
Modulen bestod av tre sammanlänkade trycksatta delar, varav en var en luftsluss för rymdpromenader. På utsidan av modulen fanns två solpaneler. På utsidan fanns även ett antal gyroskop som användes för att stabilisera hela rymdstationen.

## Anslutningar
Kvant-2 hade en dockningsport i aktern.
- Akter: Anslutning till DOS-7, Mirs huvudmodul.

## Uppskjutning
Modulen sköts upp den med en Proton-K-raket. Den 6 december dockade den själv med Mirs främre dockningsport.
Med hjälp av Lgppa-armen flyttades modulen till DOS-7-modulens Zenitport den 8 december.

## Öde
Kvant-2 och övriga delar av Mir brann upp den 23 mars 2001 då stationen avsiktligt återinträdde i jordens atmosfär. Rester av den slog ner i Stilla havet öster om Nya Zeeland.

## Dockningar
| Farkost | Port  | Dockning (UTC)           | Urdockning (UTC)         |
| ------- | ----- | ------------------------ | ------------------------ |
| DOS-7   | Akter | 6 december 1989 12:21:28 | 8 december 1989 07:19:07 |
| DOS-7   | Akter | 8 december 1989 08:19:04 |                          |